# Medicago truncatula
Medicago truncatula — вид квіткових рослин родини бобові (Fabaceae). Етимологія: отримано від грец. Μηδικὴ (Mēdikḕ) — грецької назви для люцерни, яка прийшла до Греції з Медеї. лат. truncatulus — «усічений».

## Опис
Це рослина, яка росте 1–6 дм висотою з трійчастим листям. Стебла іноді з відтінком фіолетового. Листя складається з 6–13 фрагментів. Листові фрагменти від (6)8 до 15 міліметрів. Квітки жовті, ростуть окремо або в групах від 2 до 5. Пелюстки 6–8 мм завдовжки. Плоди мають діаметр від 7 до 12 мм, циліндричні, колючі. Насіння ≈ 3.5 мм. 2n = 16.

## Поширення, екологія
Країни поширення: Північна Африка: Алжир; Єгипет; Лівія; Марокко; Туніс. Азія: Кіпр; Ізраїль; Йорданія; Ліван; Сирія; Туреччина [зх. і пд.]. Туркменістан. Кавказ: Вірменія; Азербайджан; Грузія. Європа: Україна [вкл. Крим]; Колишня Югославія; Греція [вкл. Крит]; Італія [вкл. Сардинія, Сицилія]; Франція [вкл. Корсика]; Португалія [вкл. Мадейра]; Іспанія [вкл. Балеарські острови, Канарські острови]. Натуралізація: Австралія, Аргентина, [ц.] Уругвай [пд. & зх.]. Також культивується.
Росте в сухих луках і полях, байдужий до ґрунту; 150—1000 м. Період цвітіння триває з березня по травень. Вид був обраний як модельний організм для вивчення біології бобових. Має невеликий диплоїдний геном і плідний виробник насіння. Живе у симбіозі з азотофіксуючими бактеріями Sinorhizobium meliloti, що утворюють колонії у вузлових структурах, на коренях рослини.

## Галерея

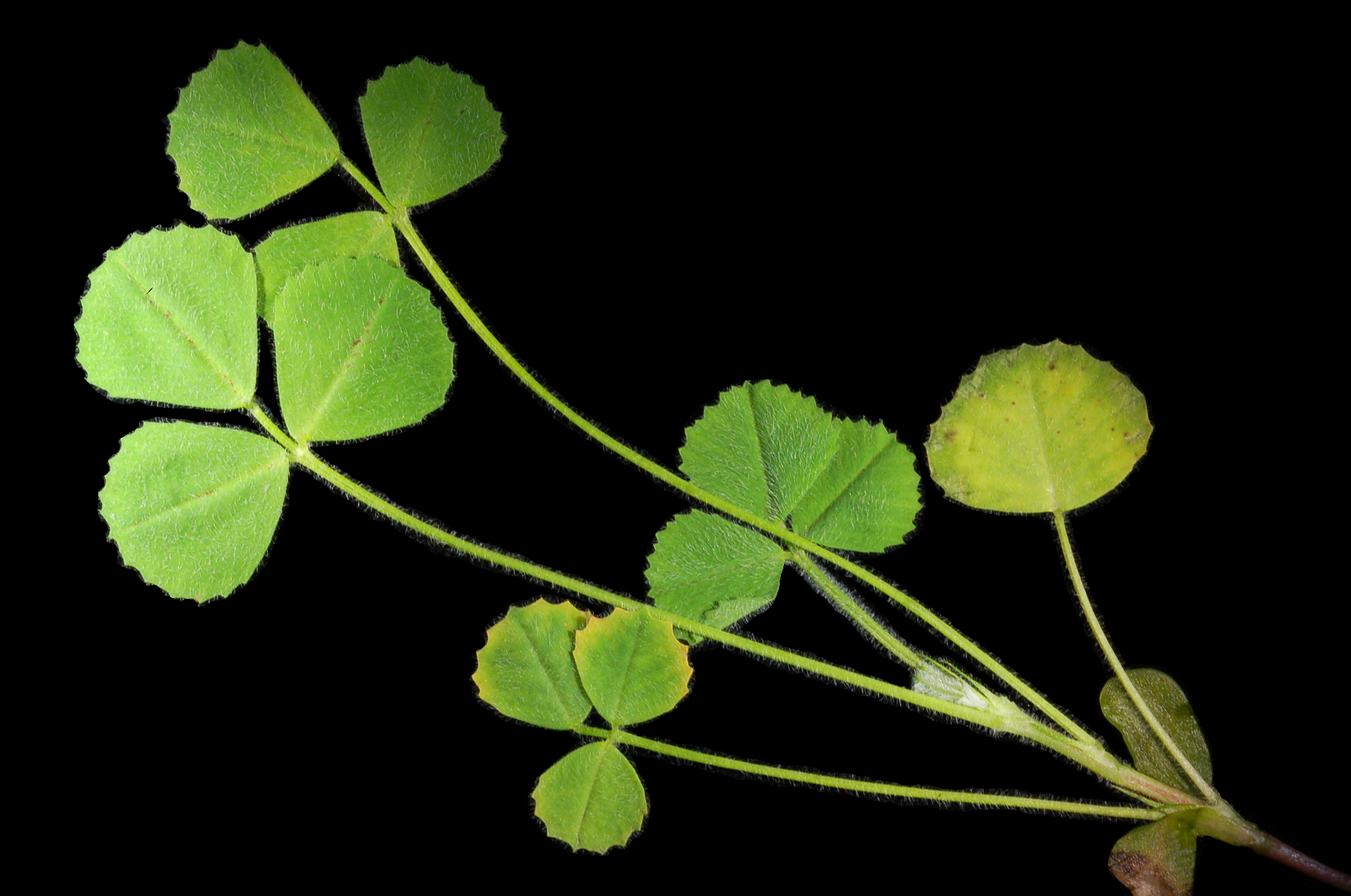
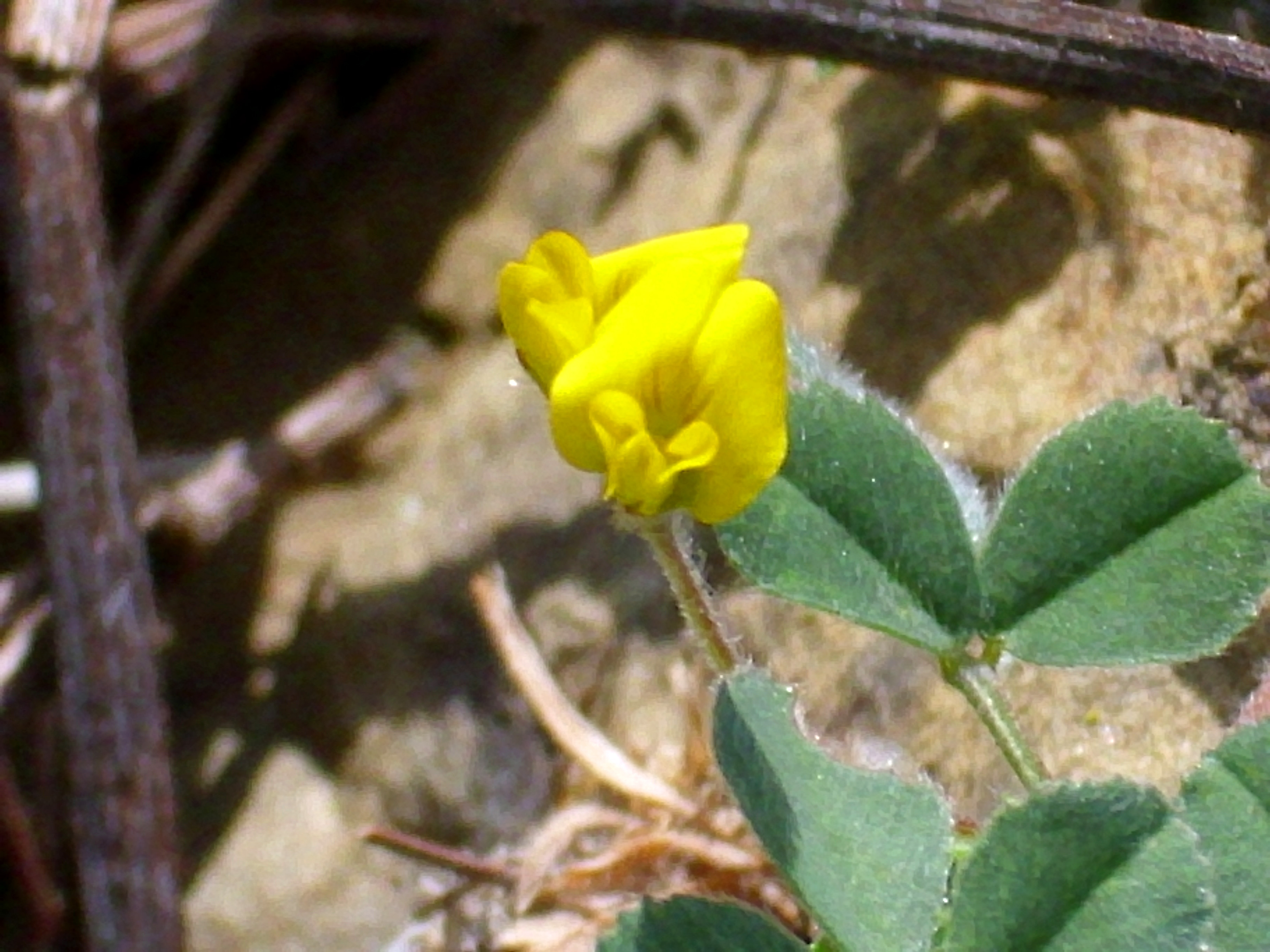
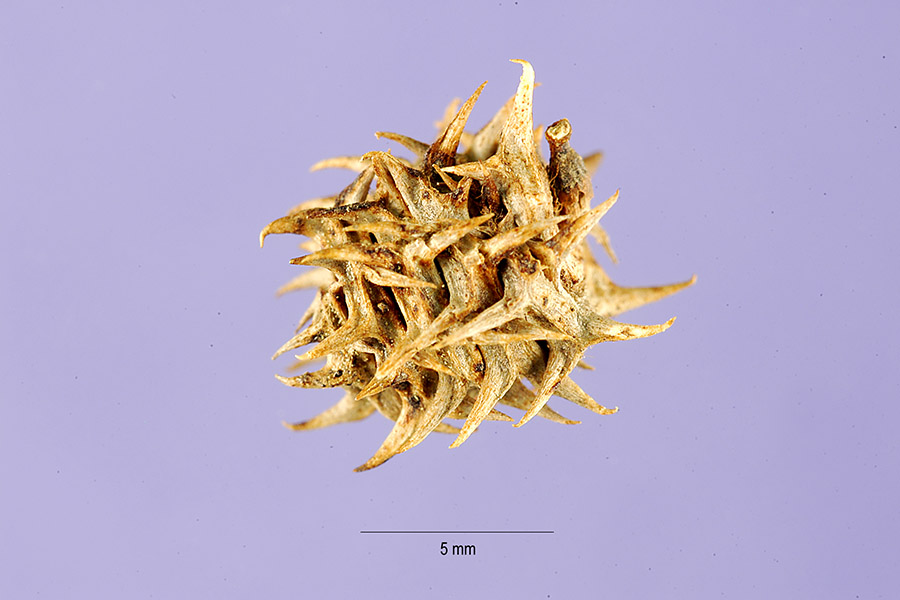
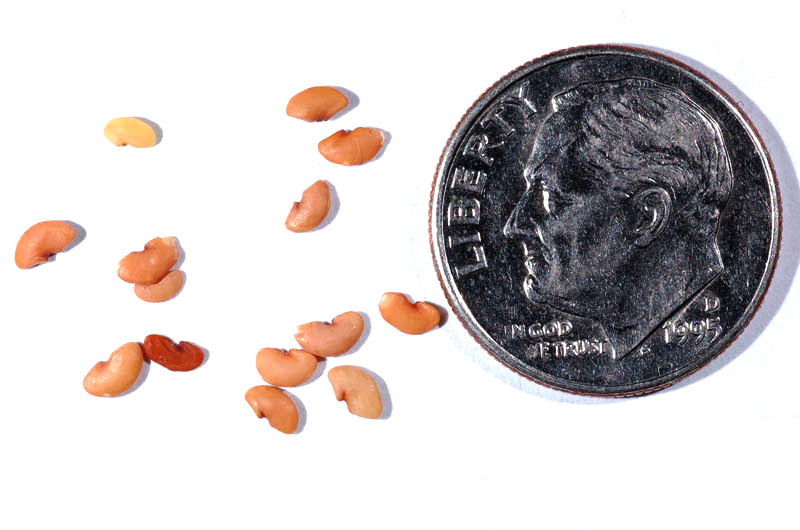
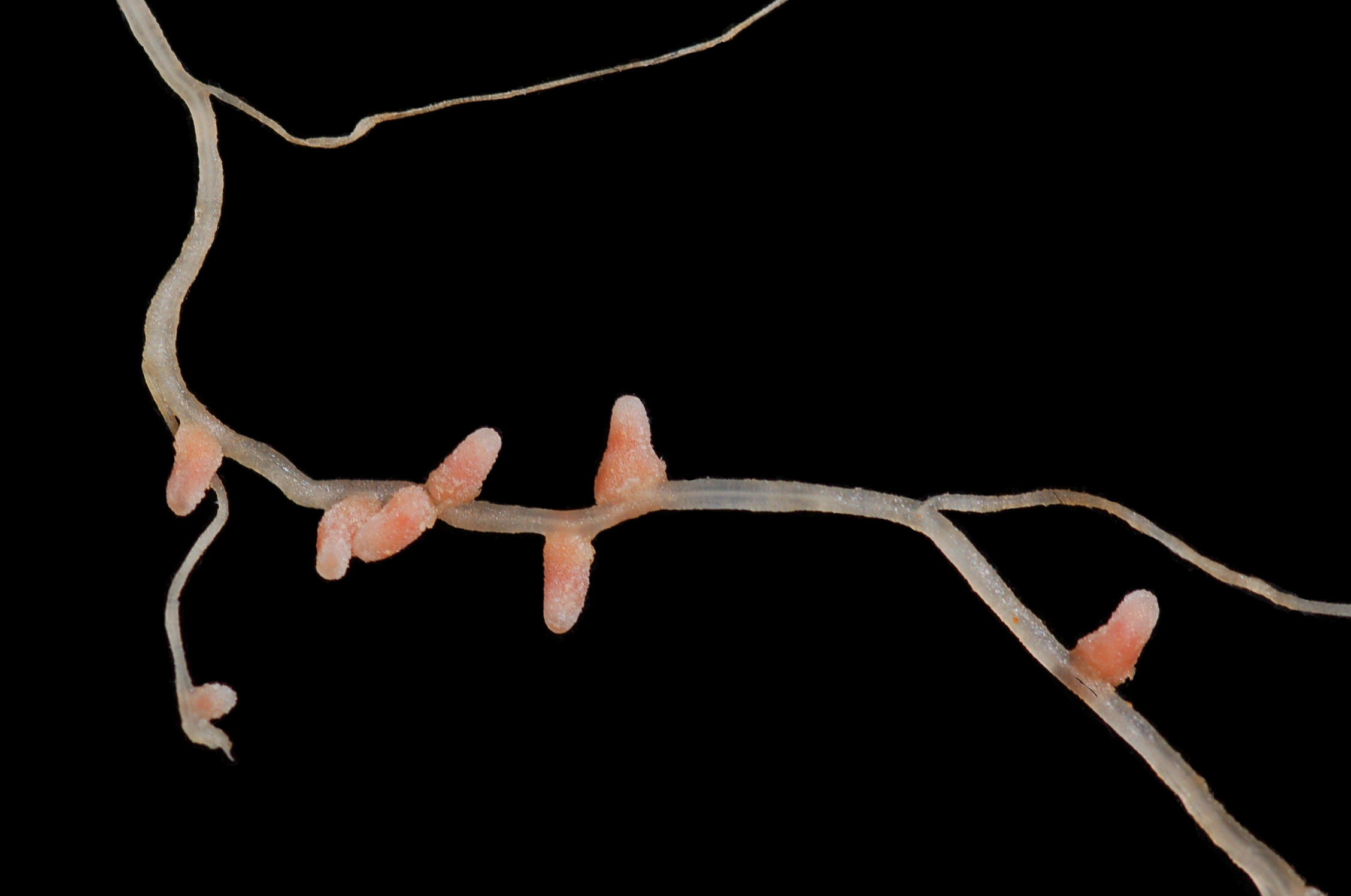